# Fluorure de benzyle
Le fluorure de benzyle est un halogénure aromatique fluoré de formule brute C7H7F.